# Sebagulau (Ort)
Sebagulau (Sabagulau) ist ein Vorort der osttimoresischen Stadt Ainaro im Suco Ainaro (Verwaltungsamt Ainaro, Gemeinde Ainaro).

## Geographie
Das Dorf liegt im Zentrum der Aldeia Sebagulau in einer Meereshöhe von 1005 m, an der einzigen Straße der Aldeia, die von Süden aus der Stadt Ainaro in die Aldeia führt. Nach Süden hin geht die Besiedlung langsam in die Stadt Ainaro über. Westlich liegt der Vorort Nugufú. Im Osten fließt der Maumall, ein Nebenfluss des Belulik. Jenseits des Flusses liegt die Aldeia Hato-Meta-Udo, mit dem gleichnamigen Dorf in ihrem Zentrum.

## Geschichte
Südlich von Sebagulau befinden sich die Überreste der Tranqueira Subago, eine Befestigungsanlage, die zum Schutz einer Siedlung von den Timoresen angelegt wurde. Die Siedlung wurde noch am Anfang des 20. Jahrhunderts bewohnt. Heute sind noch einige Wehrmauern und Steinaltäre hier erkennbar.